# Vladímir Agguéyenko
Wladimir Naumowitsch Aggeenko (o Vladimir Naumovitch Aggeyenko) (translitera cirílico: Владимир Наумович Аггеенко) (1860-1907) fue un botánico ruso.

## Algunas publicaciones

### Libros
- 1897. Obzorʺ rastitelʹnosti Kryma sʺ topograficheskoĭ i floristicheskoĭ tochki zri︠e︡nīi︠a︡. Ed. Tip. V. Demakova. 152 pp.

- La abreviatura «Aggeenko» se emplea para indicar a Vladímir Agguéyenko como autoridad en la descripción y clasificación científica de los vegetales.[1]